# Lỗ Rồng
Lỗ Rồng, hay Hố Rồng là hố (lỗ xanh) sâu nhất trên đại dương được biết đến trên thế giới. Nó sâu 300,89 mét (987,2 ft) nằm ở vị trí khoảng 25 km (16 dặm) về phía nam của Đá Lồi thuộc quần đảo Hoàng Sa tại tọa độ 16°31′30″B 111°46′04″Đ / 16,5249°B 111,7679°Đ. Lỗ xanh có chiều sâu hàng trăm mét và có một màu xanh đặc biệt khi nhìn từ trên cao.
Các ngư dân địa phương gọi đó là "con mắt" của Biển Đông, và tin rằng đó là nơi Mỹ Hầu vương, được mô tả trong Tây Du Ký tìm thấy gậy vàng (Như ý kim cô bổng) của mình.
Lỗ Rồng sâu hơn 100 mét (330 ft) so với Lỗ xanh của Dean ở Bahamas. Có một số hố nước trên lục địa sâu hơn Lỗ Rồng. Chúng bao gồm Zacatón của México (335 mét (1.099 ft)), Pozzo del Merro ở Ý (392 mét (1.286 ft)), và vực Hranice ở Cộng hòa Séc (404 mét (1.325 ft)).